# A972 road
Die vierspurige A972 road ist eine A-Straße in Schottland. Sie ist Teil des historischen Kingsway, der heute die äußere Ringstraße Dundees bildet, und ist durchgängig unter diesem Namen geführt.

## Verlauf
Aus Westen kommend führt die A90 (Edinburgh–Fraserburgh) entlang dem Nordufer des Firth of Tay. In Dundee nutzt sie den Kingsway, der in den 1930er Jahren als Umfahrung von Dundee erbaut wurde. Nordöstlich des Stadtzentrums knickt die A90 nach Norden in Richtung Forfar ab. An diesem Kreisverkehr beginnend nutzt die A972 den Kingsway in südöstlicher Richtung. Wenige Meter nach Beginn zweigt die A929 in Richtung Stadtzentrum ab. Nach 500 Metern kreuzt an einem Kreisverkehr die Pitkerro Road. Weitere 1,3 km nach Südosten verlaufend, endet die A972 an einem Kreisverkehr am Ende des Kingsway. Dort mündet die Straße in die aus dem Zentrum Dundees kommende A92 (Dunfermline–Stonehaven) ein, die weiter nach Osten führt. Somit schließt die A972 die äußere Ringstraße Dundees zwischen A90 und A92.